# David Nessle
David Nessle (né le 5 septembre 1960 à Stockholm) est un auteur de bande dessinée humoristique et éditeur suédois. Il est aussi bien connu pour ses histoires pour adolescents que pour ses bandes dessinées parodiques.

## Distinctions
- 1992 : Chien moche Galago (sv)
- 2001 : Diplôme Adamson pour sa contribution à la bande dessinée suédoise
- 2005 : Prix Adamson du meilleur auteur suédois pour l'ensemble de son œuvre